# Triệu Xuân Hòa
Triệu Xuân Hòa (sinh 1953) là một sĩ quan Quân đội nhân dân Việt Nam, Anh hùng lực lượng vũ trang nhân dân Việt Nam, hàm Trung tướng. Nguyên Phó Trưởng ban Chỉ đạo Tây Nguyên, nguyên Tư lệnh Quân khu 7, Đại biểu Quốc hội Việt Nam khóa XII thuộc đoàn đại biểu Quốc hội tỉnh Đồng Nai.

## Thân thế sự nghiệp
Ông sinh ngày 23 tháng 12 năm 1953 tại Xã Đồng Thịnh, huyện Lập Thạch, Vĩnh Phúc. Vào đảng ngày 19/9/1975.
Trước năm 1996, là Sư đoàn trưởng sư đoàn bộ binh 5, Quân khu 7
Trước năm 2009, là Phó Tư lệnh kiêm Tham mưu trưởng Quân khu 7.
Năm 2009, giữ chức Tư lệnh Quân khu 7.
Năm 2011, giữ chức Phó Trưởng ban Chỉ đạo Tây nguyên
Trung tướng (2009)

## Khen thưởng
Anh hùng Lực lượng Vũ trang Nhân dân (1983)